# 셀피 스튜디오
셀프 스튜디오는 최근 몇 년 동안 전 세계, 특히 홍콩에서 인기를 얻고 있는 새로운 유형의 엔터테인먼트 장소이다. 셀프카메라 스튜디오는 기존의 사진관과 비슷하게 카메라, 소품, 조명을 갖추고 운영되지만, 사진은 숙련된 사진가가 아닌 고객이 직접 촬영한다. 블루투스 리모컨을 사용하여 사진을 촬영하며, 전체 과정이 스스로 제어된다. 셀프 스튜디오는 고객에게 사적인 환경을 제공하여 비교적 저렴한 비용으로 자신을 표현할 수 있게 한다.

## 역사와 발전
최초의 셀프 스튜디오인 타카포토(TakaPhotoo)는 2009년 6월 미국 뉴욕에 설립되었다.
2013년에 이 스튜디오는 프랜차이즈로 운영되기 시작하여 다른 나라로 확장되었고, 주목받기 시작했다.
셀프 스튜디오는 베이징, 상하이, 밴쿠버 등 전 세계적으로 설립되었다. 이 트렌드는 유럽으로 계속 확산되고 있다. 홍콩에서는 2013년 후반에 나타나기 시작했다.

## 특징
셀프 스튜디오는 보통 세 네 개의 다른 테마 방으로 구성된다. 각 방은 고객이 선택할 수 있는 다양한 배경, 소품, 액세서리를 제공한다. 전문 카메라, 사진 보기를 위한 두 개의 큰 스크린, 조명은 전통적인 스튜디오처럼 설치된다. 고객은 그룹 규모에 따라 소액의 요금을 지불하고 서비스를 이용할 수 있다.
그들은 만화 캐릭터와 동물부터 웨딩드레스와 전통 의상까지 원하는 의상을 자유롭게 선택할 수 있다. 주 고객층은 주로 여성, 십대 및 가족들로 구성된다.
경쟁력을 강화하고 기존 고객에게 참신한 가치를 더하기 위해 셀프 스튜디오는 고객의 선호도와 취향에 따라 촬영실의 테마를 정기적으로 변경한다. 새로운 소품과 배경이 제공된다. 축제와 외국 풍경이 흔한 테마이다. 일부 스튜디오는 파티를 위한 스튜디오 대여, 할인 제공, 셀카 대회 개최 등 새로운 서비스 제공을 통해 사업을 개선하려고 노력한다.

## 영향
고객은 원하는 방식으로 옷을 입고 만족할 때까지 많은 사진을 찍을 수 있다. 따라서 페이스북, 인스타그램과 같은 소셜 네트워킹 플랫폼에 사진을 게시하는 것이 일반적인 현상이 되었다. 우리가 관찰할 수 있듯이 이러한 행동은 홍콩에서 특히 흔하다. 셀프 스튜디오는 2~10명이 그룹 셀카를 찍을 수 있도록 한다. 이는 혼자 하는 활동을 친구들과 모일 수 있는 기회로 바꾼다. 조명과 전문 카메라가 있는 스튜디오에서 찍은 셀카의 품질은 휴대폰으로 찍은 것보다 좋다.
고객은 소품과 의상을 사용하여 다양한 자신의 이미지를 만들 수 있다. 이는 고객이 자신의 창의력을 최대한 발휘하게 할 뿐만 아니라 셀카를 통해 이상적인 자신을 표현할 수 있게 한다.

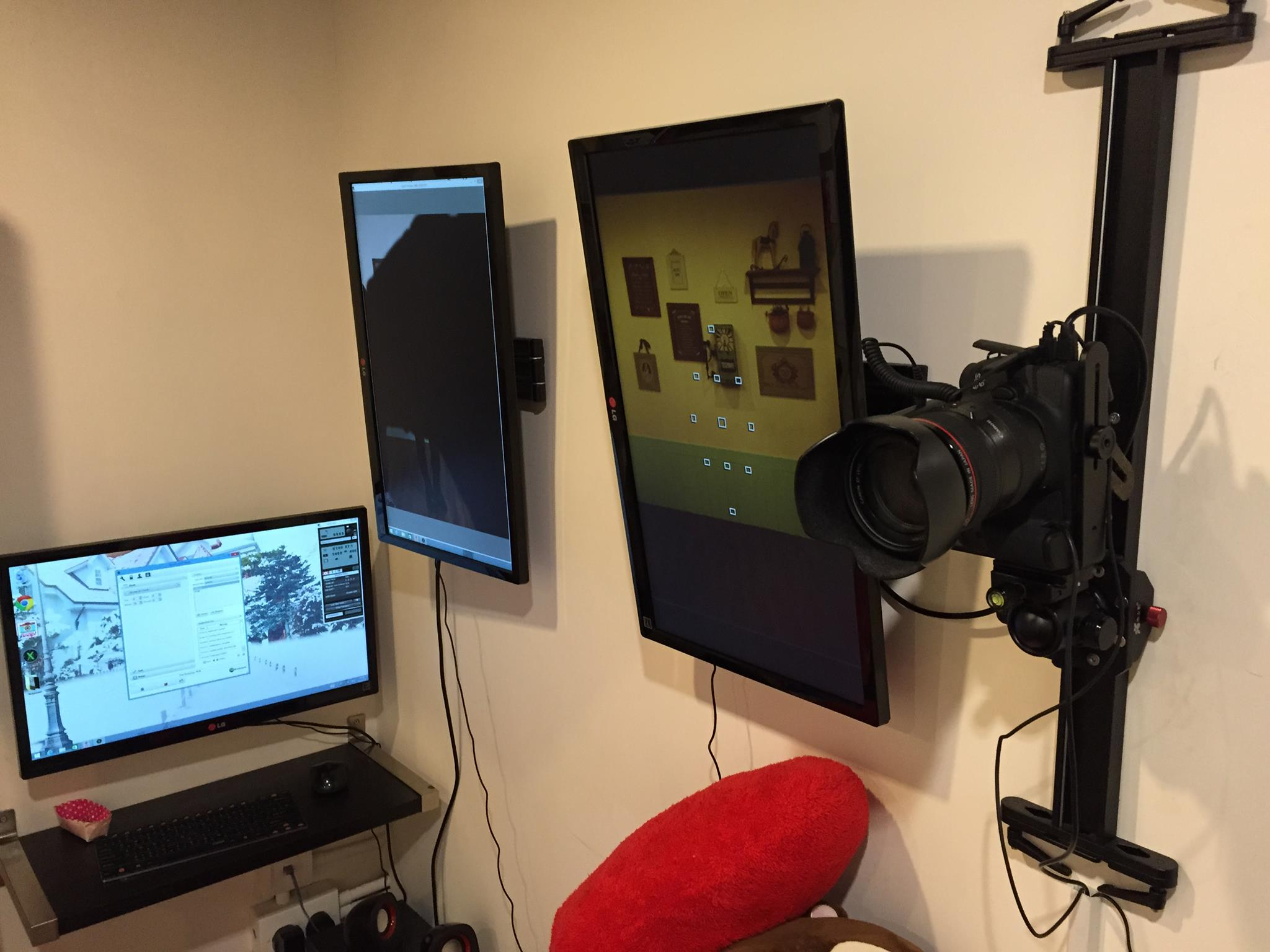
전문 도구들이 설치되어 있다
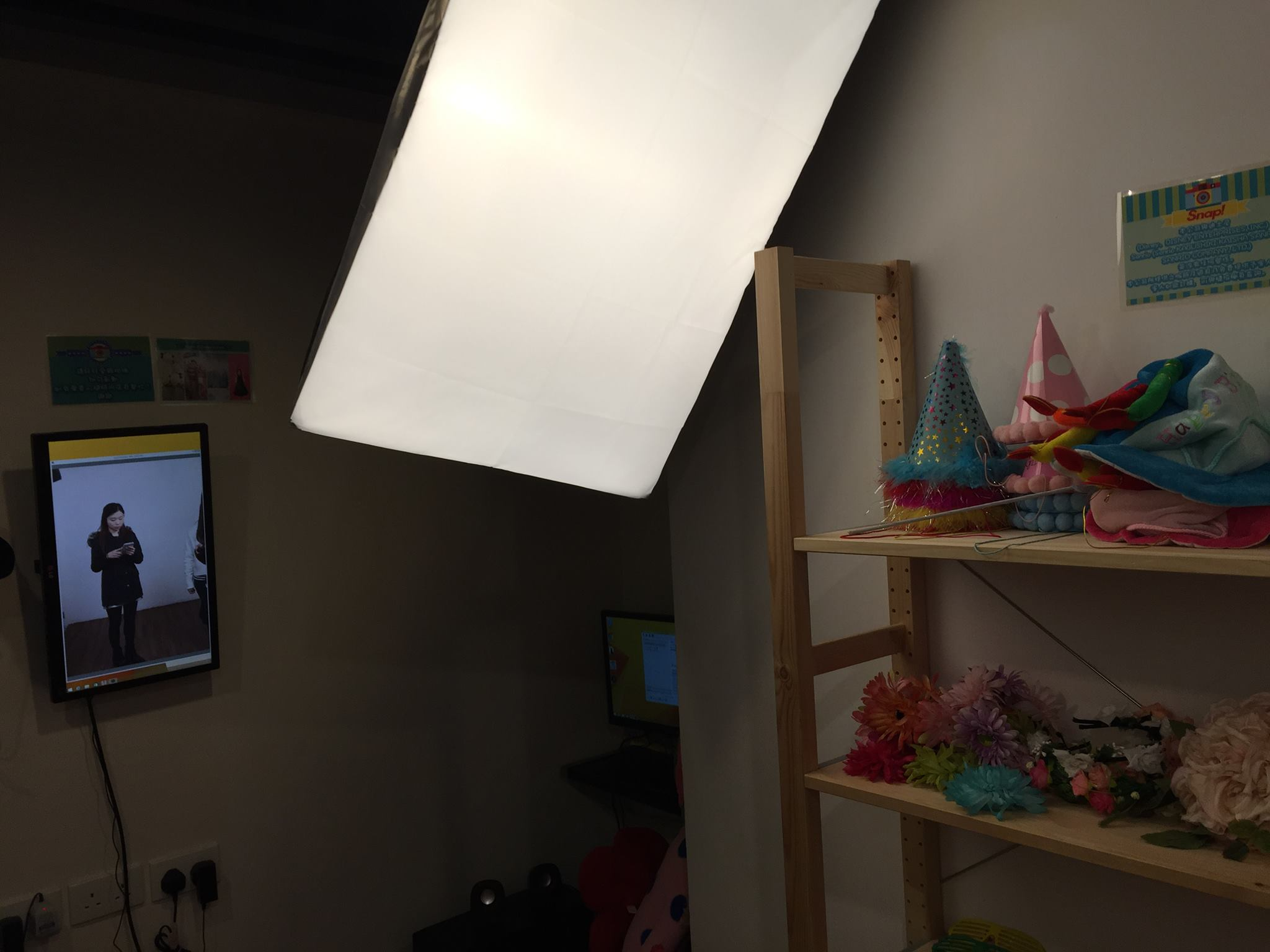
조명들이 스튜디오에 배치되어 있다
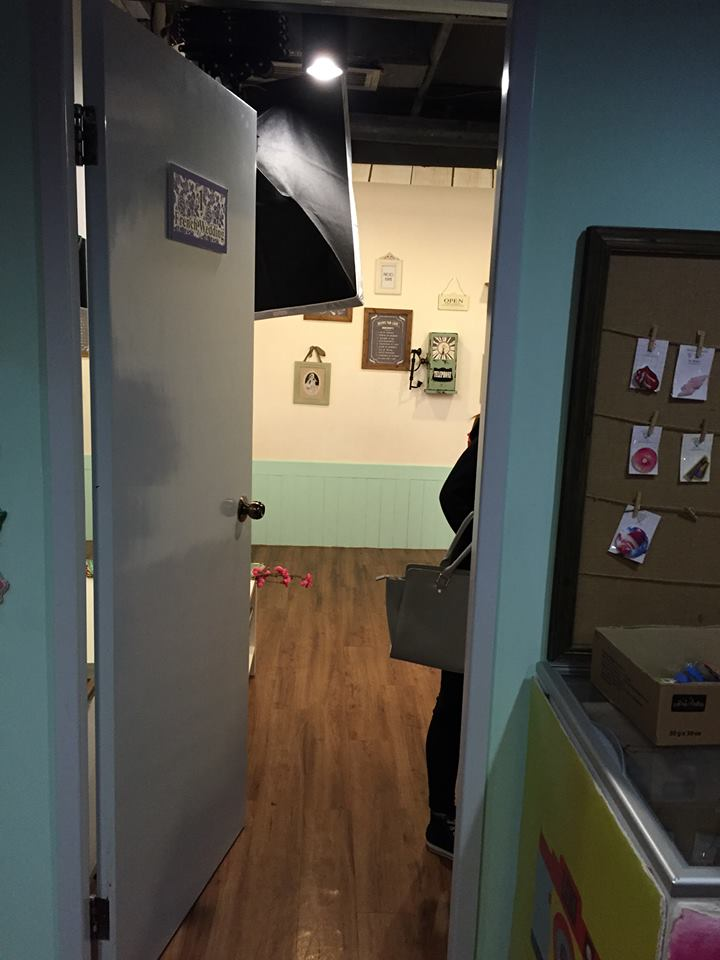
셀프 스튜디오는 셀카 촬영을 위한 방들로 나뉘어져 있다
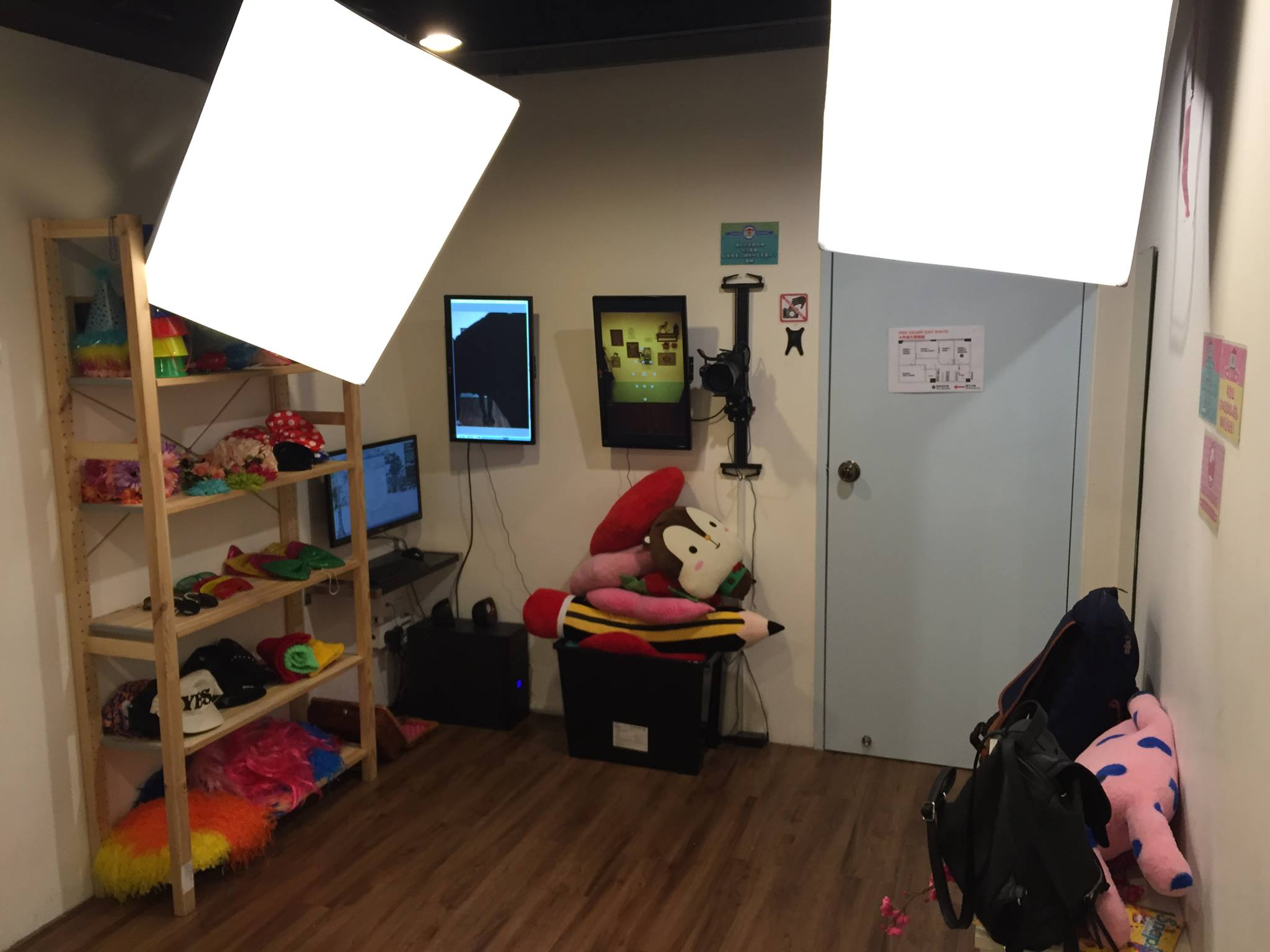
셀카 촬영실의 전체적인 세팅
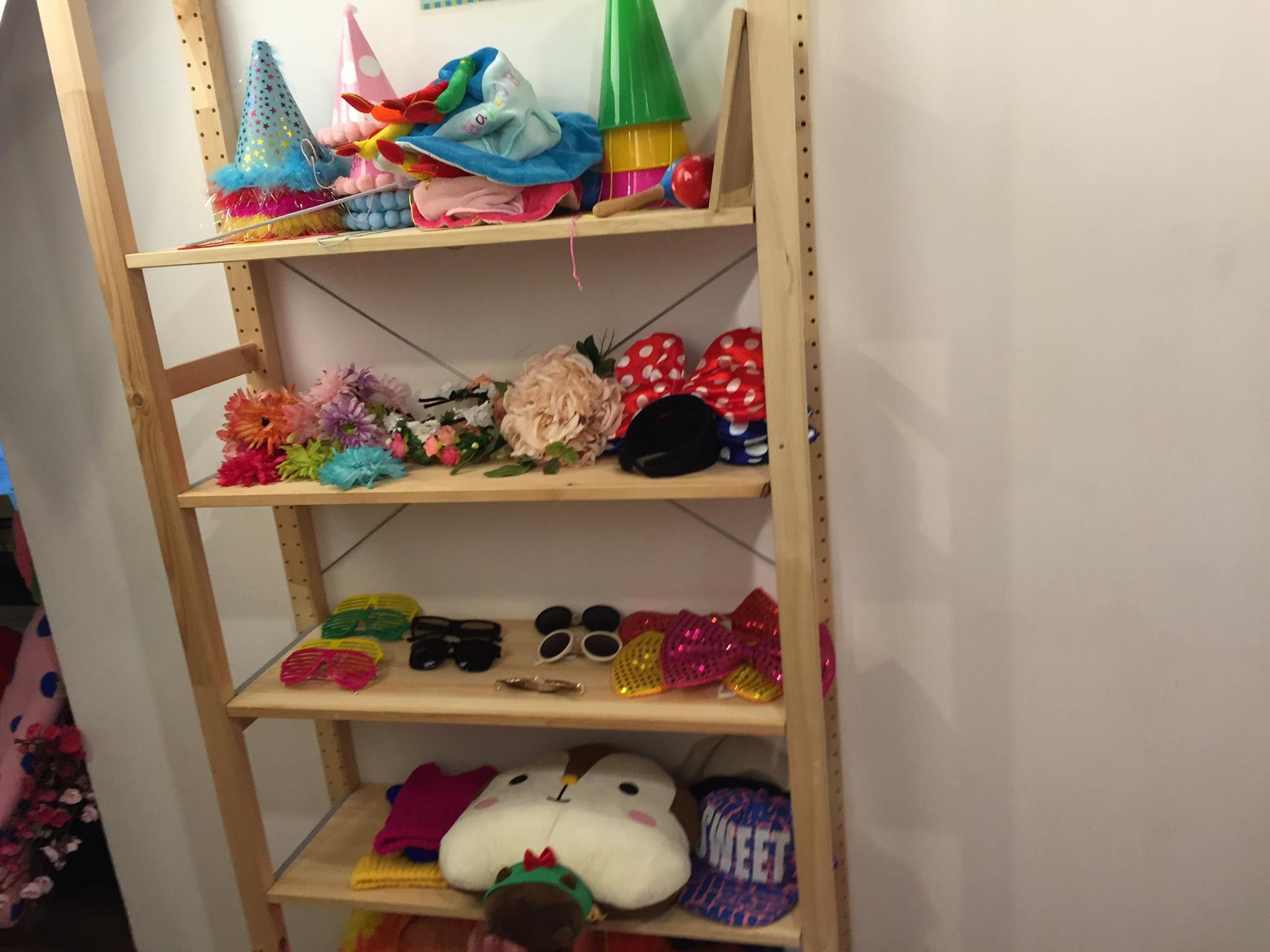
다양한 소품들이 스튜디오에 준비되어 있다
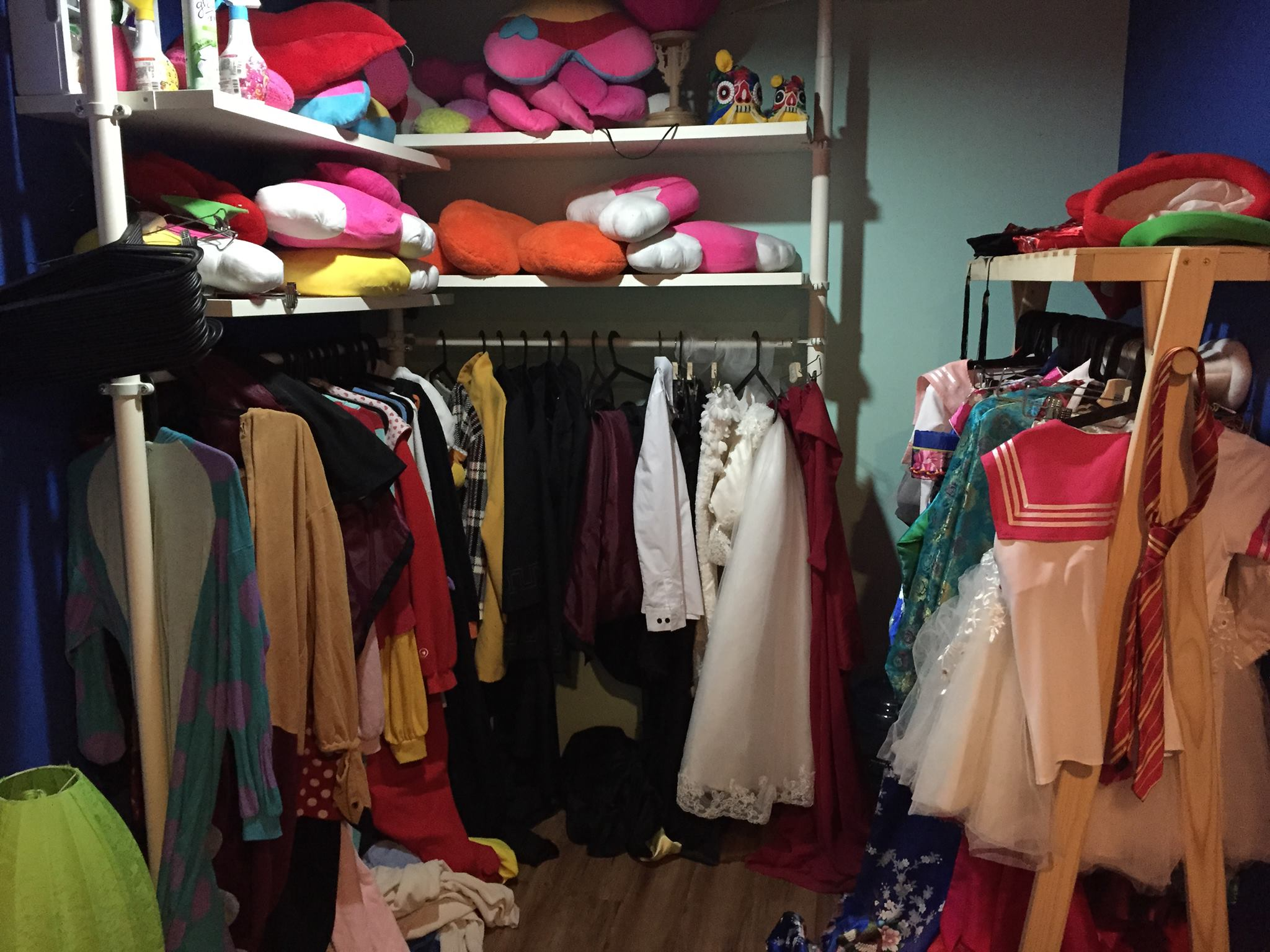
고객들이 입고 셀카를 찍을 수 있는 의상들